# Melocactus intortus
Melocactus intortus är en kaktusväxtart som först beskrevs av Philip Miller, och fick sitt nu gällande namn av Ignatz Urban. Melocactus intortus ingår i släktet Melocactus och familjen kaktusväxter.

## Underarter
Arten delas in i följande underarter:
- M. i. domingensis
- M. i. intortus

## Bildgalleri

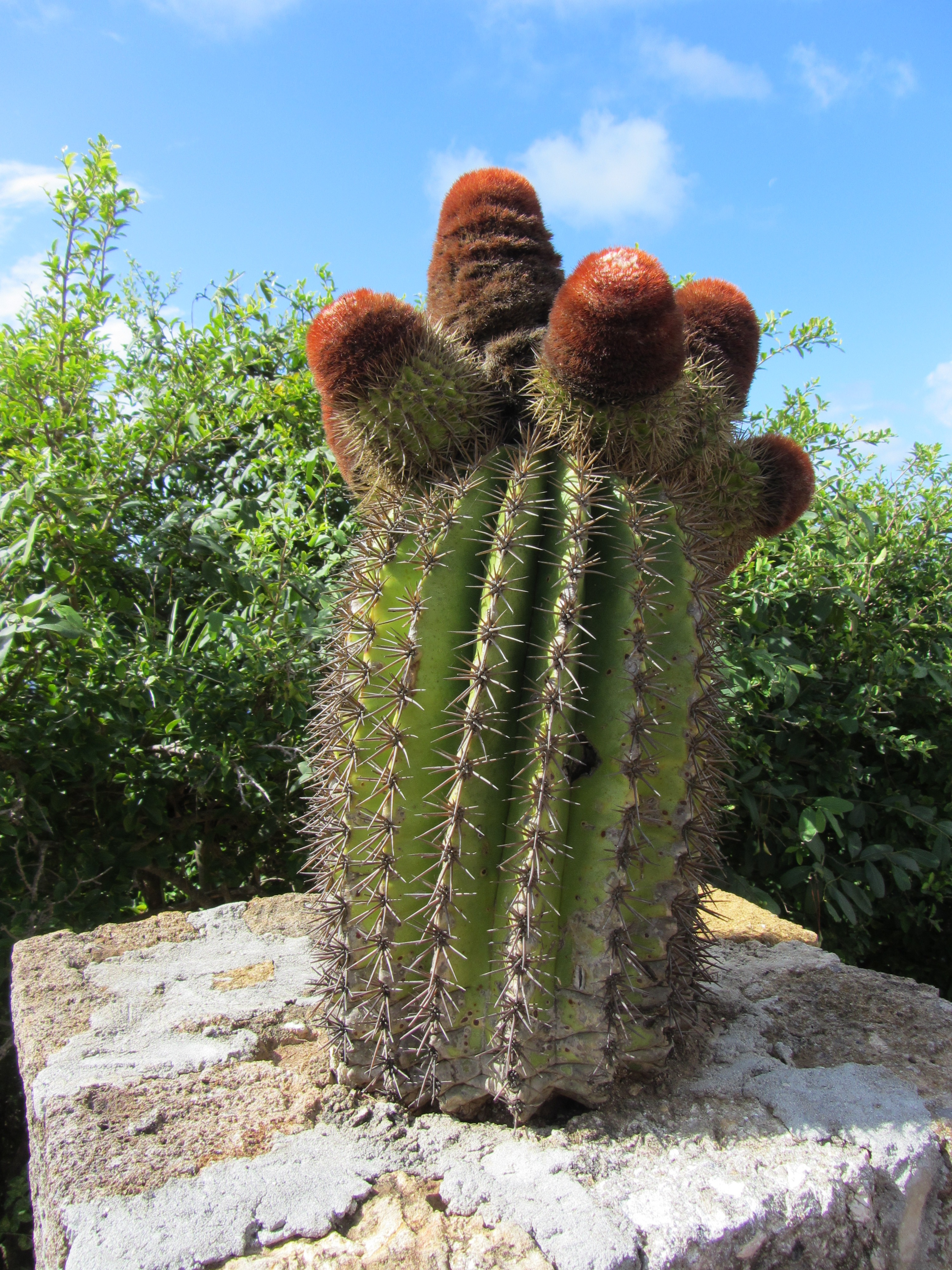
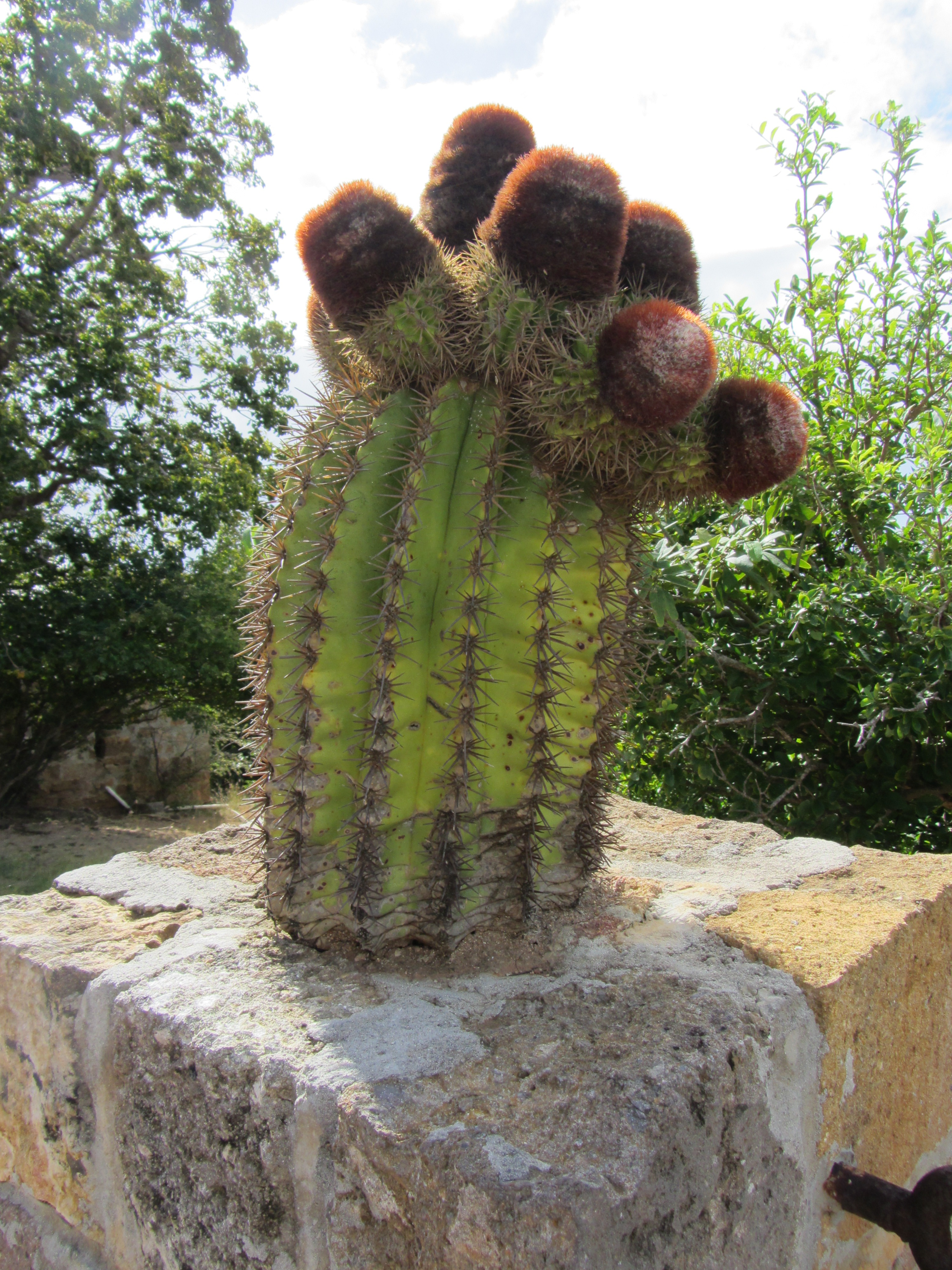
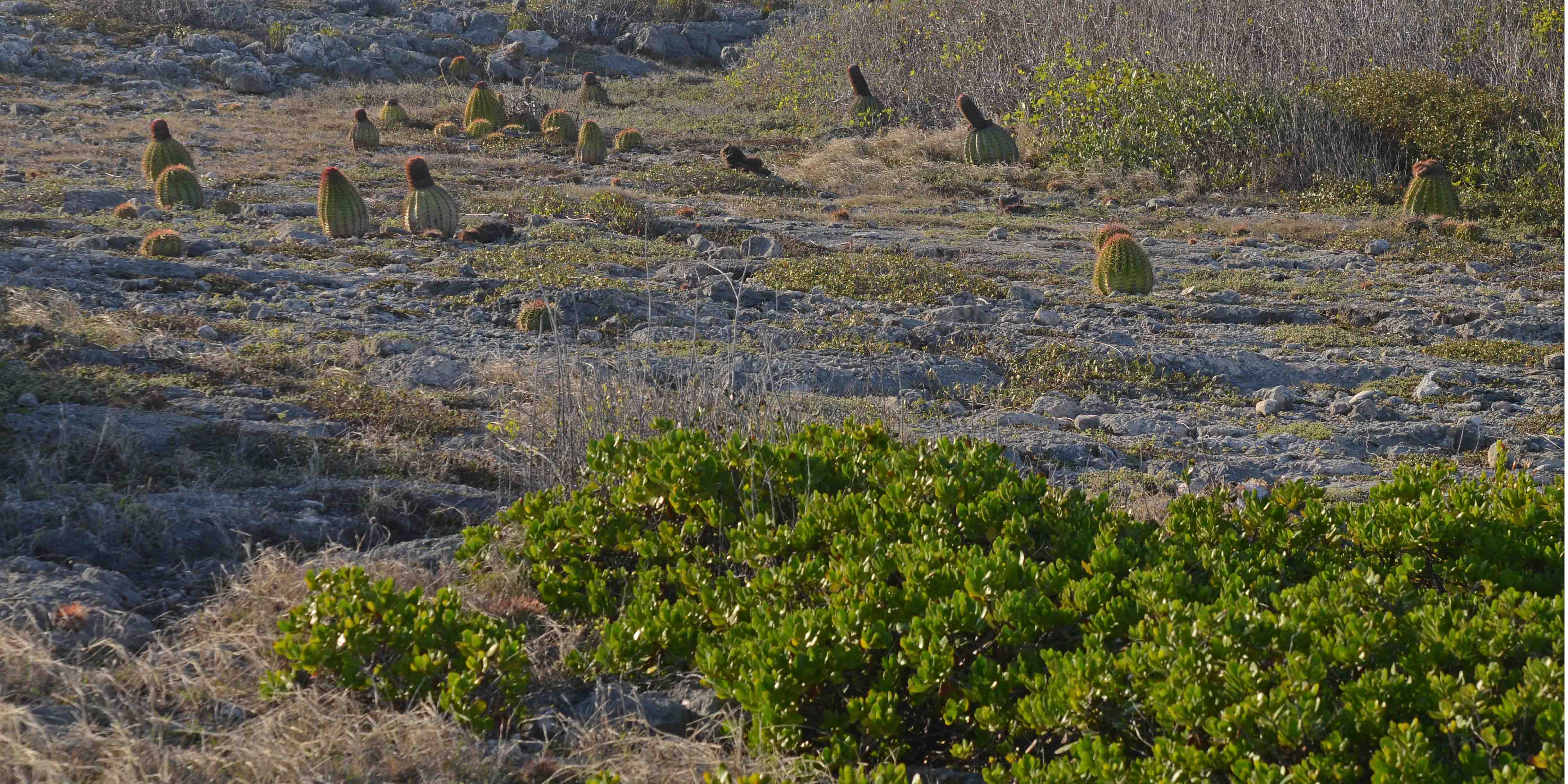
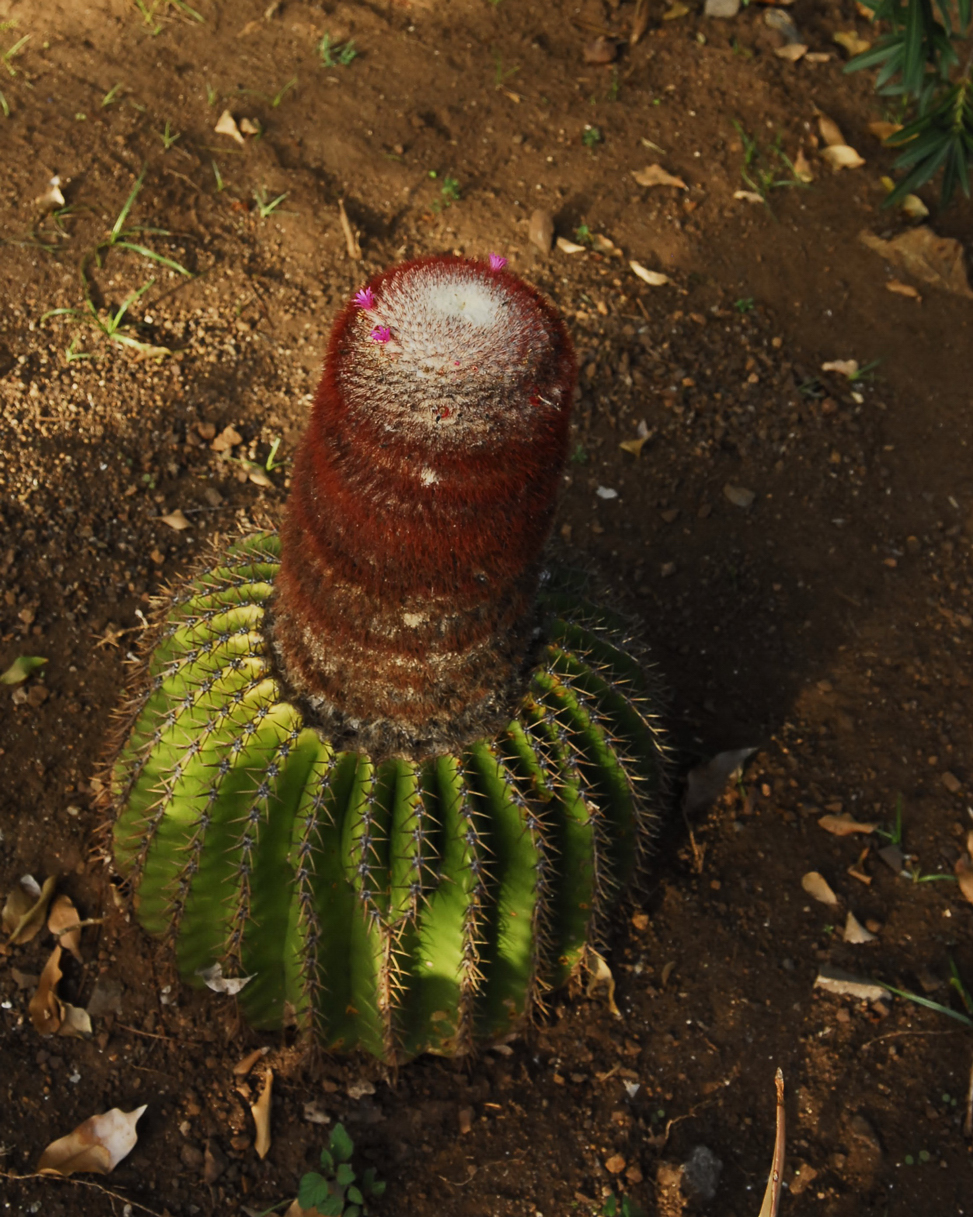
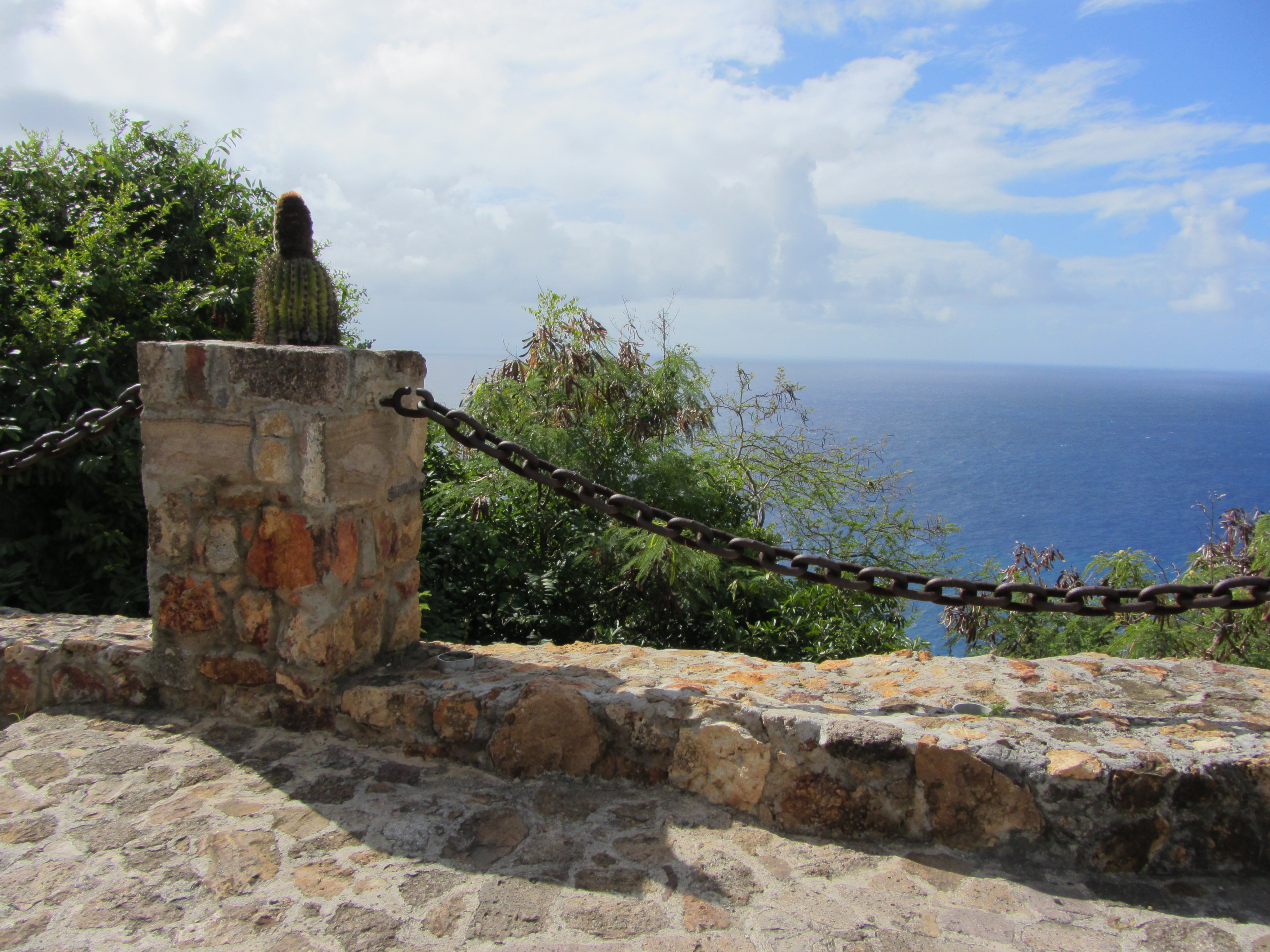